# Tremithoúsa Páfou
Tremithoúsa (grec moderne : Τρεμιθούσα) est un village de Chypre de plus de 1 041 habitants.